# Фалькенберг (Марк)
Фалькенберг (нем. Falkenberg) — община в Германии, в земле Бранденбург.
Входит в состав района Меркиш-Одерланд. Подчиняется управлению Фалькенберг-Хёэ. Население составляет 2316 человек (на 31 декабря 2010 года). Занимает площадь 59,43 км².
Коммуна подразделяется на 3 сельских округа.
| Год  | Население |
| ---- | --------- |
| 2005 | 2481      |
| 2010 | 2351      |

## Галерея

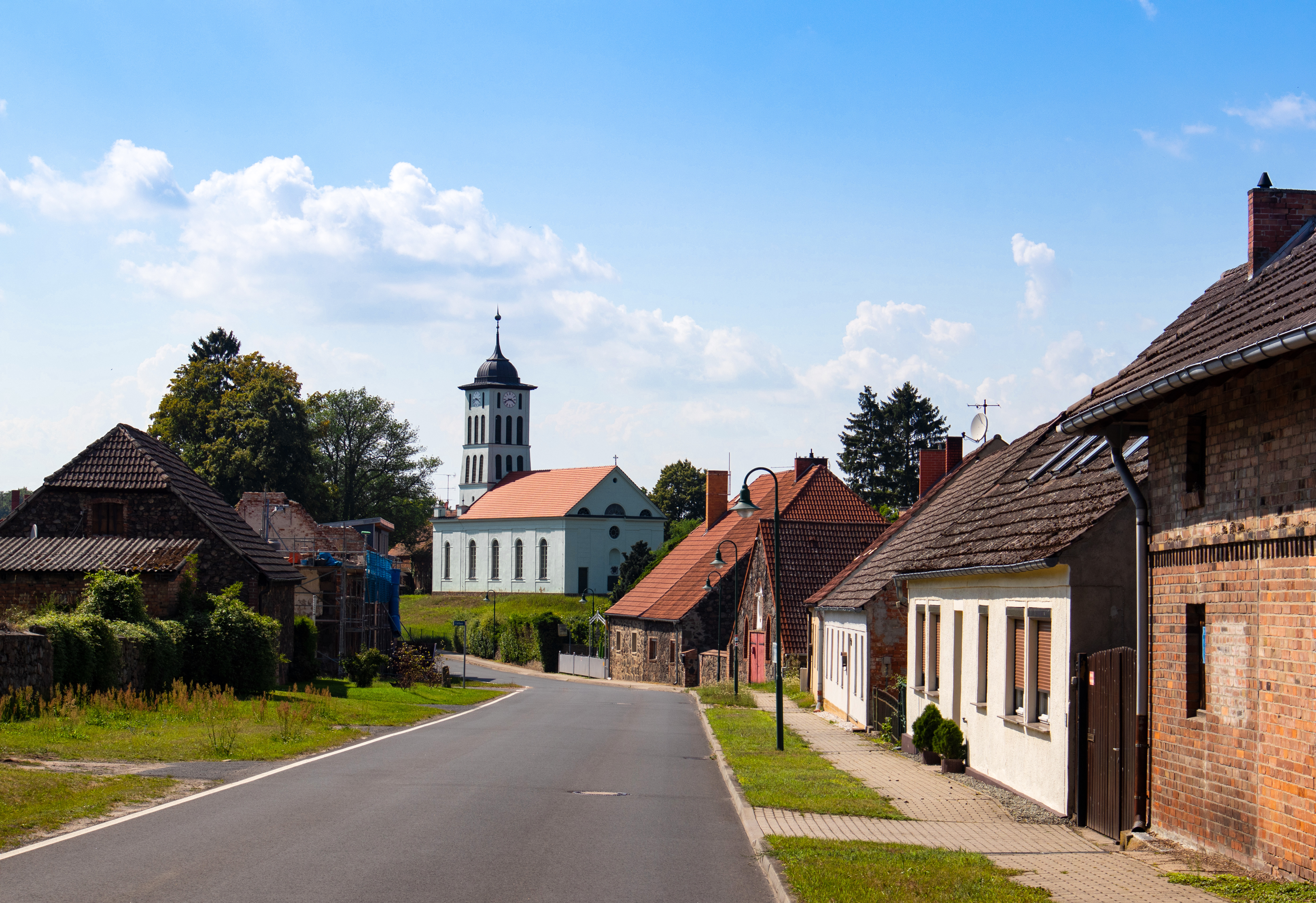
Kirche mit Hauptstraße L35 in Cöthen
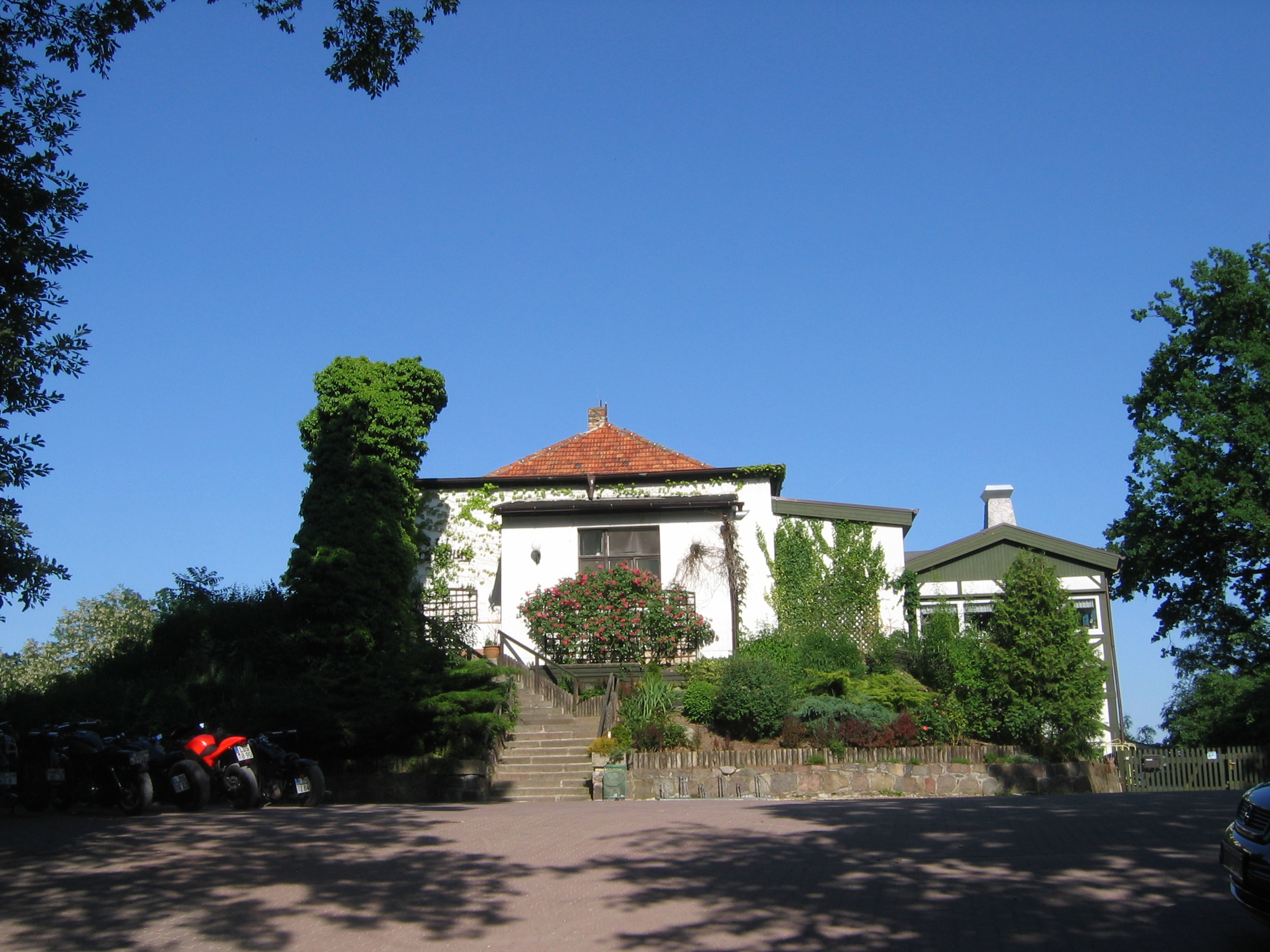
Carlsburg
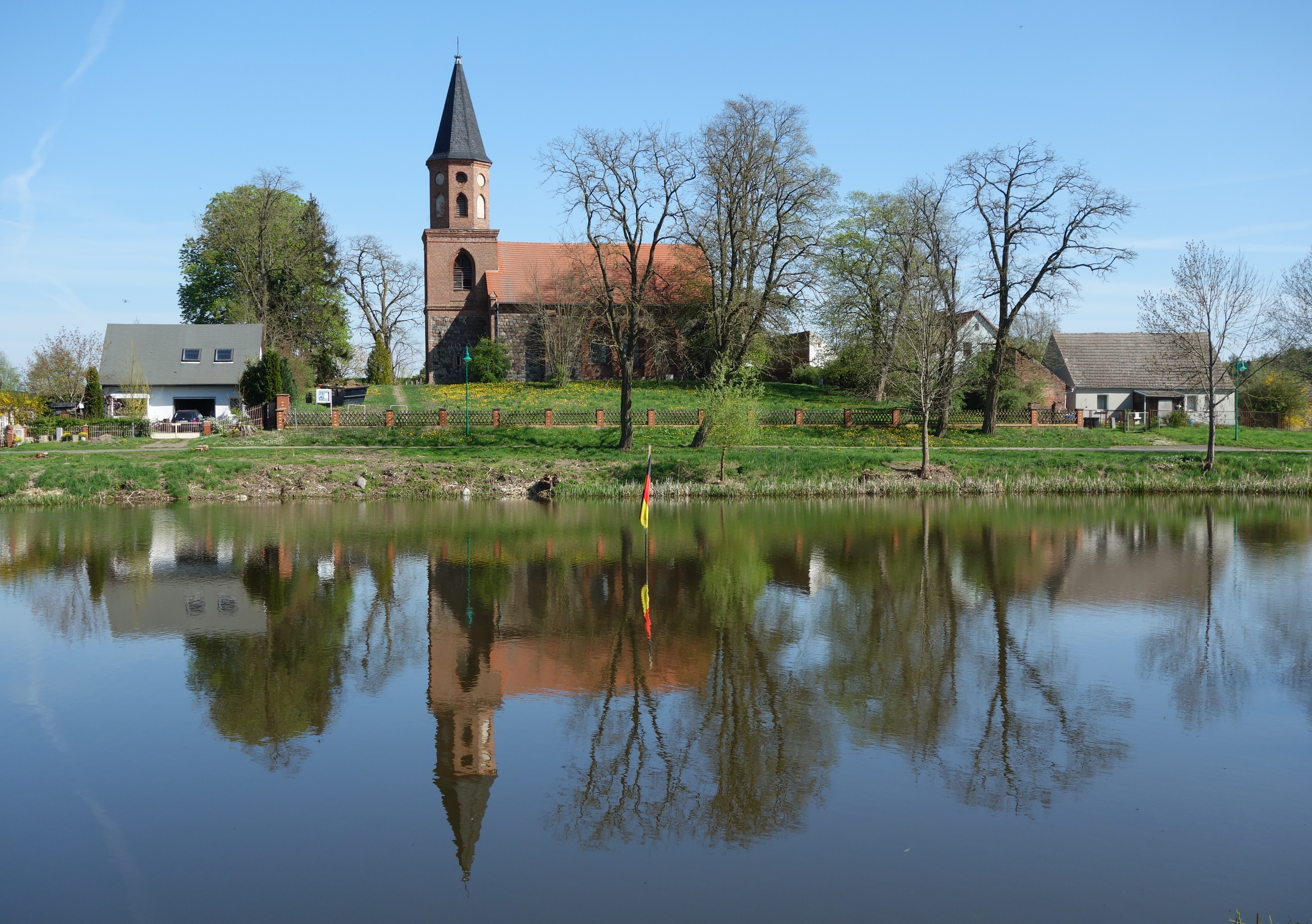
Dorfkirche Dannenberg
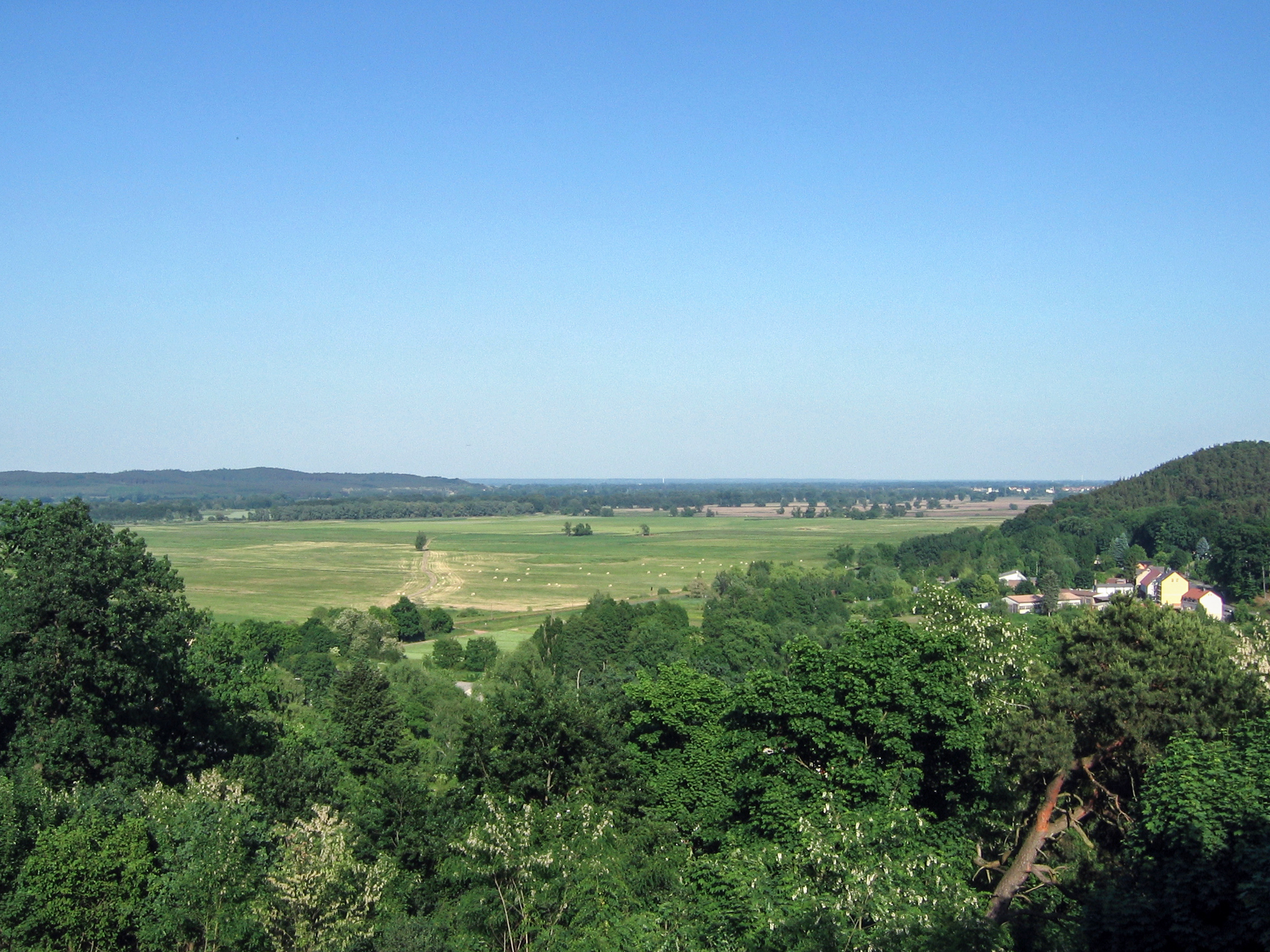
Blick von der Carlsburg (im Hintergrund die Neuenhagener Insel)
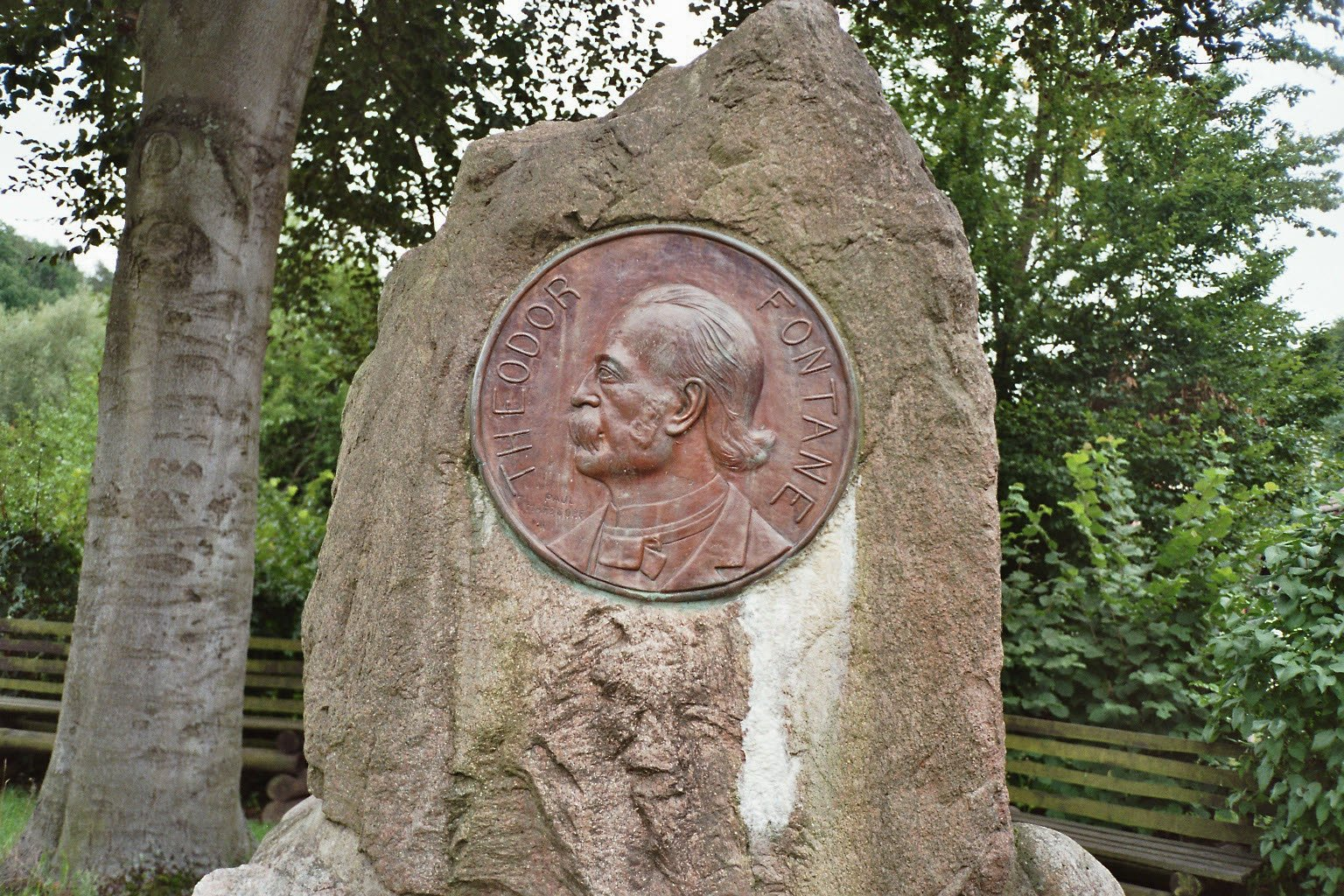
Kupferrelief von Theodor Fontane in Falkenberg